# 家庭科の男女共修をすすめる会
家庭科の男女共修を進める会（かていかのだんじょきょうしゅうをすすめるかい）とは、1974年1月に発足した日本の活動家組織で、「男女平等の基盤は教育にあり」が持論の参議院議員の市川房枝、高校教師やマスコミに働く女性など13人が発起人となり結成された。

## 主な刊行物
- 『家庭科、なぜ女だけ!: 男女共修をすすめる会の步み』（1977年）
- 『家庭科、男子にも!: 広がる共修への願い』（1982年）
- 『家庭科、男も女も!: こうして拓いた共修への道』（1997年）